# 板屋兵四郎
板屋 兵四郎（いたやひょうしろう、生年不詳 - 1653年）とは、江戸時代の加賀藩の土木技師。測量技術に優れ、金沢城の堀や兼六園に水を引く為の辰巳用水を開いた。下村兵四郎とも。

## 来歴
能登奥郡（珠洲郡・鳳至郡）にて小代官をつとめる。測量や和算、算盤に秀で、用水を開削して水田の灌漑をすすめた実績を加賀藩第三代藩主前田利常に認められ、辰巳用水の開削事業を任される。また能登では測量技術を駆使し、塩田の整備や千枚田の設計、金山開発に携わった。一説には辰巳用水が完成した後に謀殺されたとも伝わるが、板屋兵四郎についての資料は少なく、矛盾した記述も多いため、詳しい生い立ちや経歴は不明である。

## 板屋神社
金沢市上辰巳町と袋町にあり、上辰巳町の方が御本社で兵四郎が主祭神とされている。また金沢神社の中に板屋神社の遥拝所があり、兵四郎のご神像が奉納されている。

## 蓮覚寺
金沢市内の蓮覚寺に板屋兵四郎ものとされる墓がある。